# Джафар Кашиф
Джафар Кашиф — Азербайджанский поэт. Участник движения "21 Азер" и член правления Общества поэтов и писателей Азербайджана. После падения Национального правительства Азербайджана был убит шахскими войсками.

## Жизнь
Джафар Мухаммедзаде родился в 1893 году в посёлке Мамаган. В течение длительного времени жил в Тифлисе и  и публиковал свои стихи в прессе. В 1938 году был сослан в Иран.
В 1945 году он присоединился к движению "21 Азер". Он известен своими стихотворениями которые были опубликованы в прессе. После создания Национального правительства Азербайджана стал членом правления Общества поэтов и писателей Азербайджана.
5 декабря 1946 года шахские войска, наступавшие на Мияне, были остановлены федаинами под руководством Гулама Яхьи. Жители различных регионов Азербайджана обращались к Национальному правительству с просьбой о вооружении и борьбе против шахских войск. После этого под руководством Мир Джафар Пишевари был создан Комитет обороны. Первой задачей комитета стало объявление военного положения в Тебризе и создание добровольческих отрядов «Бабек». В первый этап в эти отряды вступило 600 человек. После этого Пишевари вновь обратился к Советскому Союзу за военной поддержкой. Однако этот запрос остался без ответа.
11 декабря 1946 года Азербайджанский провинциальный совет принял решение о том, чтобы предотвратить кровопролитие, и указал Кызылбашской Народной Армии и федаев не оказывать сопротивления войскам шаха и покинуть поле боя. С того дня, банды феодалов, а также жандармы в гражданской одежде начали совершать массовые убийства в крупных городах, еще до того, как туда вошла иранская армия. Эти группы назывались Тегеранским радио «иранскими патриотами». Их основной целью было уничтожение демократов и обеспечение входа шахских войск в города. Тебриз и другие города Азербайджана подверглись грабежам и массовым убийствам. Азербайджанское Демократическая Республика пало. Тысячи людей были арестованы. В ходе массовых убийств были убиты члены АДФ, федаины, а также известные поэты Али Фитрат, Сади Юзбанди и Мухаммедбагир Никнам. 14 декабря 1946 года поддерживаемая США и Великобританией иранская армия вошла в Тебриз. После этого резня и грабежи продолжались. Джафар Кашиф также был убит во время этих событий. Существует множество версий относительно его смерти. По мнению некоторых авторов, он был убит в 1946 году на площади Назмие в Тебризе, а по мнению других — в 1947 году в Тегеране. По словам Али Туде, члена Союза писателей Азербайджана и основателя Национальной филармонии Тебриза, Джафар Кашиф был убит перед своим домом.